# Chipique
La Chipique ou Chipekwe est un monstre aquatique légendaire, vivant dans le fleuve Zambèze, mi-serpent, mi-crocodile. Son habitude de retourner les pirogues et d'entraîner leurs occupants par le fond fait qu'il est redouté des habitants locaux. Malgré leurs dires, les explorateurs du XIXe siècle sont restés sceptiques quant à son existence.
Dans la littérature européenne, l'animal est cité pour la première fois par Carl Hagenbeck en 1909.